# Argıl, Halfeti
Argıl là một thị trấn thuộc huyện Halfeti, tỉnh Şanlıurfa, Thổ Nhĩ Kỳ. Dân số thời điểm năm 2011 là 2.843 người.